# スポッテッドスティンガレー
スポッテッドスティンガレー（学名：Urolophus gigas）は、ヒラタエイ科に分類されるエイの一種。オーストラリア南部の固有種である。沿岸の浅瀬に生息し、岩礁や海草藻場を好む。体盤はほぼ円形で、暗色の地と複雑な白またはクリーム色の斑点模様が特徴的である。東部と西部では体色がわずかに異なり、別種とみなされてきた。鼻孔の間には鼻褶がある。尾はかなり太く、先端には短い葉型の尾鰭がある。背鰭は比較的大きく、尾棘のすぐ前にある。
日中は休息する傾向にあり、主に甲殻類を捕食する。無胎盤性の胎生で、雌は最大13尾の仔を産み、妊娠中は胎仔に子宮分泌物を通じて栄養を与える。人間に対する害は比較的少なく、国際自然保護連合は、生息域全体における漁業活動の少なさを理由に、本種を低危険種に指定している。起伏に富んだ地形を好むため、漁業の影響を受けにくい。

## 分類と名称
模式標本は南オーストラリア州のポート・ノアールンガ沖で採集され、トレバー・スコットによって1954年の科学誌『Records of the South Australian Museum』に掲載された。種小名はギリシア語で「巨人」を意味する。東部と西部では体色がわずかに異なり、西部の個体群は「Sinclair's stingaree」と呼ばれ、一部の研究者は別種としている。

## 分布と生息地
オーストラリア南部の海岸沿いに広く、点在的に分布しており、西オーストラリア州のオールバニから、ビクトリア州のレイクス・エントランスにかけて、バス海峡とタスマニア島北部の海岸を含む地域に分布する。一般的ではなく、特定の場所に集まることも無い。自然界では底生であり、潮間帯から水深50mまでの大陸棚に生息する。一般的には海草藻場や岩礁の周辺で見られるが、河口からの記録もある。

## 形態
体盤は楕円形で、わずかに縦長となっているが、幼魚ではより円形に近い。吻部は肉厚で、通常は先端が突出せず滑らかな丸みを帯びている。目は小さく、その後方にははるかに大きなコンマ形の噴水孔があり、噴水孔の後縁は丸みを帯びている。鼻孔の間には、後縁が細かく縁取られた皮褶がある。小さな口の底には9-12個の乳頭があり、下顎にもさらに狭い乳頭の塊がある。歯は小さく、基部はほぼ楕円形である。5対の鰓裂は短く、腹鰭は小さく丸みを帯びている。
尾長は体盤長の76-80%であり、尾は分厚く、断面は楕円形で、側方の皮褶は無い。尾の上部には鋸歯状の尾棘があり、その前方に突出した背鰭がある。尾鰭は槍状で、短く深い。皮膚は完全に滑らかである。体盤は上部が暗褐色から黒色で、縁に向かうにつれて明るくなり、暗色の斑点が不規則に散在する場合もある。体盤の縁には2-3列の小さな白い斑点があり、尾まで広がることもある。背面の中央部には、はるかに大きな淡い斑点が集まっている。目の前方および後方には斑点が無く、体盤後部にも一対の斑点が無い部分がある。幼魚では尾の正中線に沿って明るい縞模様が入り、成魚の中には尾に明るい斑点がある個体もいる。背鰭と尾鰭は暗褐色から黒色で、縁は白ばんでいる。腹面は白色で、ほとんどの個体は暗褐色の斑点を持ち、体盤縁には幅広い暗色帯がある。一部の個体では模様が薄い。体長80cmまで成長する。

## 生態
日中は砂の中に埋まったり、海草や岩の間に隠れている。主に甲殻類を捕食する。他のエイと同様に、無胎盤性の胎生で、胎仔は母体から分泌される組織栄養を含んだ子宮ミルクによって栄養を与えられると考えられている。雌は最大13尾の仔を産む。雄は体長約42cm、雌は体長約46cmで性成熟に達する。

## 人との関わり
マダラハクテンヒラタエイのような近縁種と比べ、人間への攻撃性が低い。ただし尾に毒棘があるため、刺されると傷を負う。分布域の大半で漁業活動がほとんど行われておらず、岩場を好むため、底引網漁からも守られていることが多い。混獲されることもあるが、その数は多くない。生息地の劣化や釣りによる影響を受ける可能性がある。人間の活動による脅威が小さいことから、国際自然保護連合は低危険種と評価している。分布域には多くの小規模な海洋保護区が含まれており、2004年にオーストラリア政府が実施したサメの保全と管理に関する国家行動計画の恩恵を受ける可能性がある。